# Керемида
Керемида и цигла са двете названия в българския език за покривна плочка от печена глина с червеникав цвят, използвана за покриви. Покривните плочи са с различна форма, но са направени така, че водата да се оттича лесно по тях. Те са огнеупорни, водонепроницаеми, дълготрайни и устойчиви. За недостатък може да се посочи тяхната чупливост и това, че са сравнително тежки. Размерите на покривните плочи са средно 400 – 430 mm на 250 – 300 mm и тежат 2 – 3 kg. Наричат се популярно цигли от немската дума за печена тухла Ziegel (на украински: цигель, цегла), каменните плочи са тикли (на латински: tegula).
Класическата покривна плоча от римски тип има изпъкнала част, след това плоска част и вдлъбната част от другата страна. Това позволява припокриване при поставяне. Те се поставят на скара от надлъжни греди (мертеци) и напречни дървени летви (шипки).
Много важно условие е да се осигури подходяща вентилация на покрива. В зависимост от наклона му е необходимо да се поставят отдушници на всеки 20 – 25 m².
Керемидите са познати от древността. Повечето антични керемиди са извита плочка във формата на буквата С, част от пресечен конус.
В България керемидата се използва и като съд за готвене, най-често за печене на риба.
В България са известни три вида керемиди:
- керемиди с 1 улей;
- керемиди с 2 улея;
- турски керемиди (средиземноморски тип)